# Marsawa
Marsawa (arab. مرساوا) – wieś w Syrii, w muhafazie Aleppo, w dystrykcie Afrin. W 2004 roku liczyła 264 mieszkańców.